# Тодеріца
Тодеріца (рум. Toderița) — село у повіті Брашов в Румунії. Входить до складу комуни Миндра.
Село розташоване на відстані 170 км на північний захід від Бухареста, 44 км на захід від Брашова.

## Населення
За даними перепису населення 2002 року у селі проживали 323 особи, з них 317 осіб (98,1%) румунів. Рідною мовою 320 осіб (99,1%) назвали румунську.